# Venedae
Venedae- polski zespół pagan metalowy. Założony w 1993 pod nazwą Seth w Bytowie, w 1995 zmienił nazwę na Venedae. Pierwsze demo ...from the dungeons ukazało się w 1995 roku.

## Dyskografia
Albumy studyjne
- Milczące Głazy (1997, Huragan Records)
- Venedae (1998, Old Legend Productions)
- Czerń Wilczej Natury (1999, Nawia Productions)
- The Silenced Boulders (2000, Kolovrat Productions)
- Siedem Kamiennych Oblicz (2002, Eastside)
- Dekada słowiańskiej supremacji (1993-2003) (2004, Eastside)

Albumy koncertowe
- Kaszubia Live '98 (1998, Majestat Nocy Promotion)

Dema
- ...from the Dungeons (1995, wydanie własne)
- Promo Winter 1996 Anno Pagan War (1996, Dagon)
- Tęsknota (1997, Majestat Nocy Promotion)
- Diabol Sive Zcerneboh (1997, Ostatnie Tchnienie)
- Promo '99 (1999, wydanie własne)
- Stanice Świętowita (2000, Czertog Promotion)

Minialbumy
- Pod Znakiem Ognia (1999, Czertog Promotion)

Splity
- Pod Znakiem Ognia / Syn starogo Lesa (z zespołem Гром, 2000, Stellar Winter Records)
- Miecze Rujewita ponad falami Bałtyku (z zespołem Archandrja, 2007, Strigoi Records)
- Winter Split (z zespołem Faustian Funeral, 2012, Werra Productions)